# Nagyiklód
Nagyiklód (románul: Iclod) falu Romániában, Kolozs megyében, az azonos nevű község központja.

## Fekvése
Déstől 22 km-re délnyugatra, az E576-os országút mentén, a Kis-Szamos bal partján fekszik.

## Története

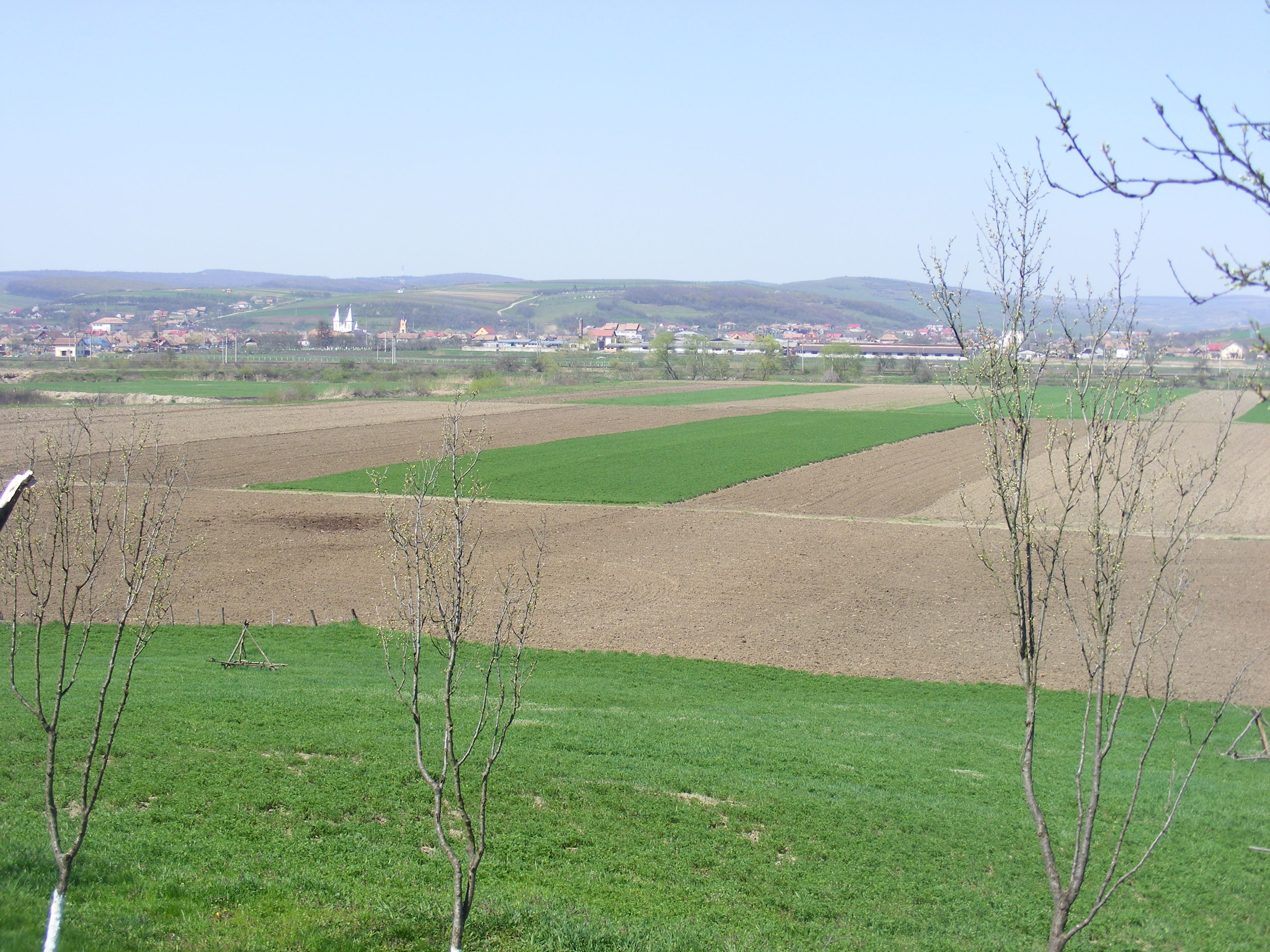
Nagyiklód látképe Kisiklód felől

Első írásos említése 1320-ból mint Iuklud maradt fenn. 1350-ben Yklod, 1678-ban Nagy-Iklód néven említették.
A 15. és részben a 16. században az Iklódi család birtoka volt. Innen származott a Toldalagi család, az egykor közte és Girolt között feküdt Iklódszentiványból pedig a Szentiványi család. 1500 után beléolvadt Keresztes falu.
Mivel hadiúton feküdt, az átvonuló seregek többször kifosztották és elpusztították – 1514-ben a „keresztesek”, 1601 és 1603 között Basta martalócai, 1657 és 1663 között a tatárok, 1703-ban a labancok. 1690. december 13-án a kolozsvári német őrség pedig közte és Bonchida között ütközött meg a török–tatár táborral.
A 16. század végén népes, unitárius vallású falu volt, a Tholdalagiak és a Toroczkaiak pártfogása alatt. A 17. században a Bánffy és a Thorma családnak kastélya volt itt. 1634-ben nemcsak jobbágy-, de darabontcsaládok is lakták. A század második harmadában előbb a magyarságon belül a reformátusok, majd a falu lakosságában a románok jutottak többségbe. Utolsó unitárius lelkészét 1655-ből említették. Templomuk fölé később az Esterházyak építettek úrilakot, majd 1806-ban gazdasági épületté alakították át.
1680-ban papja, Luca (Lukács) festette a mikolai csodatévő Mária-ikont.
Többször tartotta benne gyűléseit Doboka vármegye. 1750-ben zsidók költöztek be, akik a 19. század folyamán főként bortermeléssel, szeszfőzéssel, bor- és szeszkereskedelemmel foglalkoztak. Egy részük az 1850-es években elköltözött. Braun Henrik rabbi 1928-ban egyedülálló, ún. iparos jesivát hozott létre, amelyben a tanítványok kézműves mesterségeket is elsajátíthattak.
1837-től görögkatolikus esperesség székhelye volt. 1848 novemberében Urban báró emberei kirabolták özv. Borbély Jánosné udvarát, főbelőtték Vargáné Weér Franciska gazdatisztjét, Vida Ferenc református rektort, valamint a kisiklódi Nagy Ferencet és Máté Istvánt. 1849-ben a szamosújvári vadászok bosszút álltak a lakosságon.
1850-ben vált ki belőle Kisiklód. 1876-ban Szolnok-Doboka vármegyéhez csatolták. A 20. század elején szeszgyár működött benne.
1940-ben a magyar állam a határ másik oldaláról menekült magyar családokat telepített le benne, akiknek az ONCSA házakat épített. Református templomot és római katolikus kápolnát is emeltek. Az ideiglenes otthonra talált magyarok 1944-ben elmenekültek.
1991-ben ortodox papja, Gavrilă Pop áttért a görögkatolikus vallásra. Ezzel egészen 2004-ig húzódó tulajdoni vita kezdődött a két egyház között.
Lakói közül sokan a mai napig elismert asztalosok és fafaragók.

## Népessége
- 1850-ben 939 lakosából 727 volt román, 133 zsidó, 37 cigány és 30 magyar nemzetiségű; 730 görögkatolikus, 133 izraelita, 54 református és 22 római katolikus vallású.
- 2002-ben 1844 lakosából 1818 volt román és 25 magyar nemzetiségű; 1610 ortodox, 146 görögkatolikus, 61 baptista és 21 református vallású.

## Látnivalók

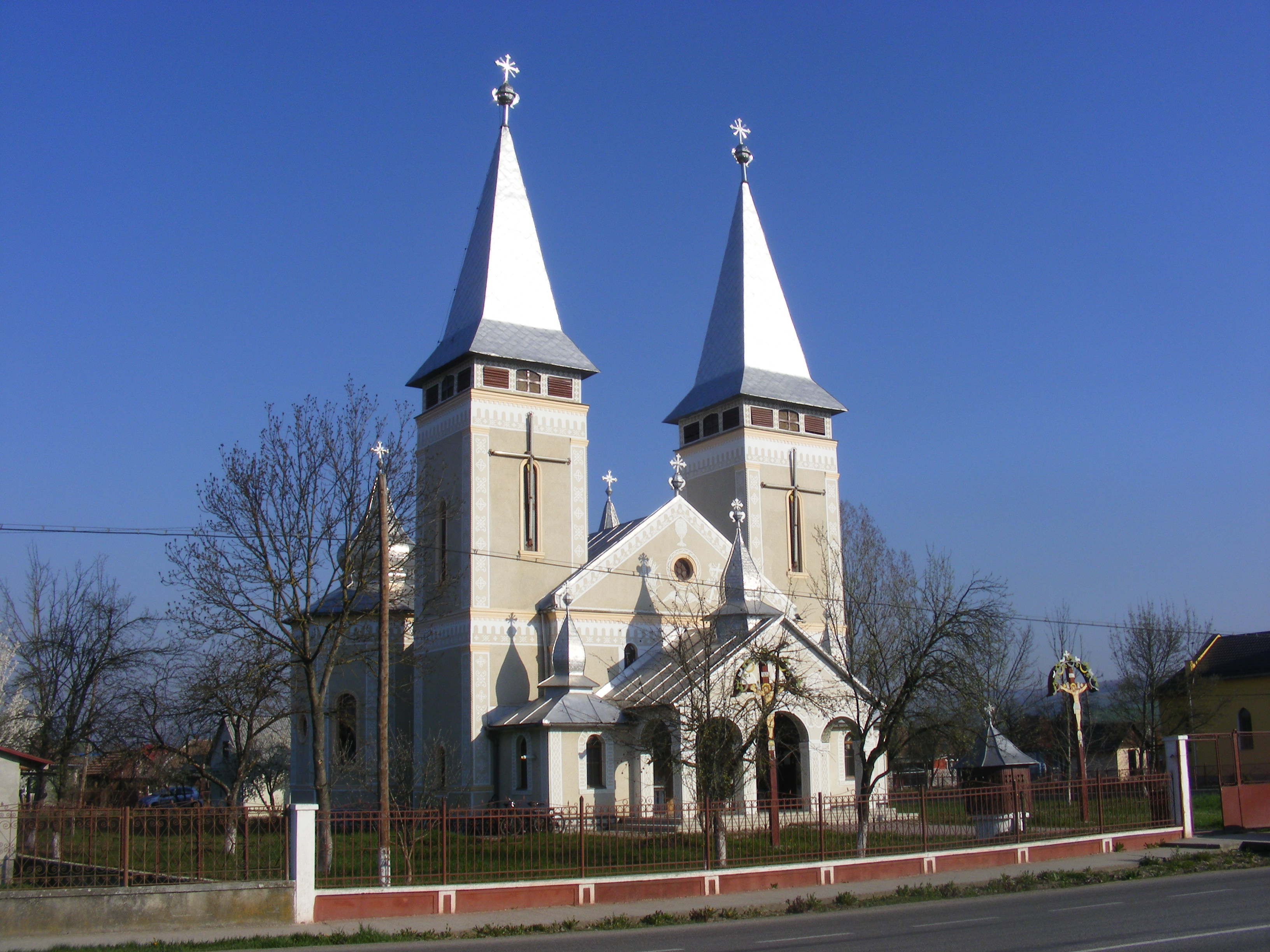
Az ortodox templom

- Görögkatolikus templomát 1791-ben építették, a falakat kőből, a tetőt fából.
- A főút melletti ortodox templomot a telepítéssel összefüggésben a református egyház számára építették Kós Károly tervei szerint, 1944 előtt. Még az építkezés befejezte előtt eladták az ortodox egyháznak, amely átépíttette.[3]

## Gazdasága
1998-ban tejfeldolgozó üzemet hoztak létre, amely 2008-ban 25 alkalmazottat foglalkoztatott.

## Testvértelepülései
- Lübstorf, Németország

## Itt született
- 1830-ban Esterházy Kálmán honvéd huszárhadnagy, akinek Nagyszeben ostrománál, 1849 januárjában egyik lábát amputálták
- 1892. június 4-én dr. primor szombatfalvi Gálffy Ferenc (†1945) 1928-tól Szentgotthárd, majd 1931-től 1945-ig Szeged kir. közjegyzője
- 1918. augusztus 22-én Madaras Gábor népdalénekes, jogász